# Оберек
Оберек (на полски: oberek), наричан още обертас (obertas) или обер (ober), е бърз полски народен танц.
Името oберек произлиза от "obracać", коeто на полски означава „въртя се“. Това е най-бързият от 5-те основни полски танца. Възникнал е от танца куевиак.
Oберек е в тривременен такт с акцент на третото време на втория такт. Състои се от много завъртания, скокове и бързи стъпки, подобни на стъпките в мазурката.
В началото на 20 век танцът достига до Америка, където го донасят и разпространяват полски емигранти. Там се превръща в социален танц на имигрантите, но стъпките и музиката са леко променени.